# ميت رهينة
قرية ميت رهينة هي إحدى القرى التابعة لمركز البدرشين في محافظة الجيزة في جمهورية مصر العربية. حسب إحصاءات سنة 2006، بلغ إجمالي السكان في ميت رهينة 23187 نسمة، منهم 11867 رجل و11320 امرأة.
اكتشف فيها تمثال لرمسيس الثاني، كان مكانه منذ فترة وجيزة ميدان باب الحديد الذي سمي بميدان رمسيس فيما بعد ثم نقل إلى ميدان الرماية حالياً عند مدخل أهرامات الجيزة.

## معرض صور

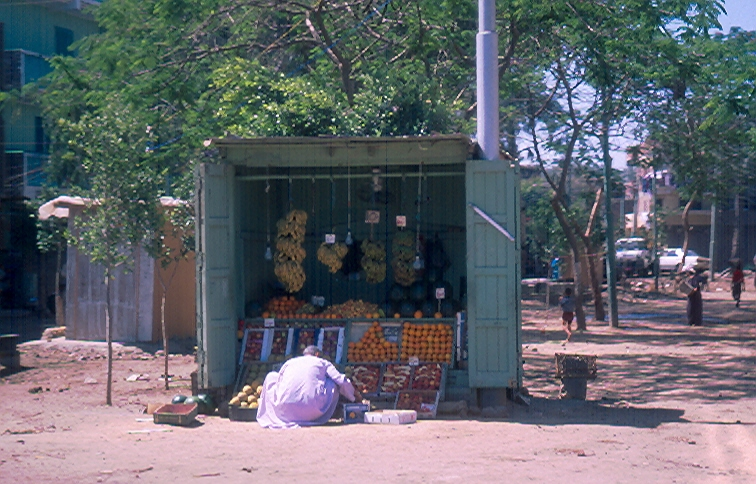
كشك فكهاني في ميت رهينة
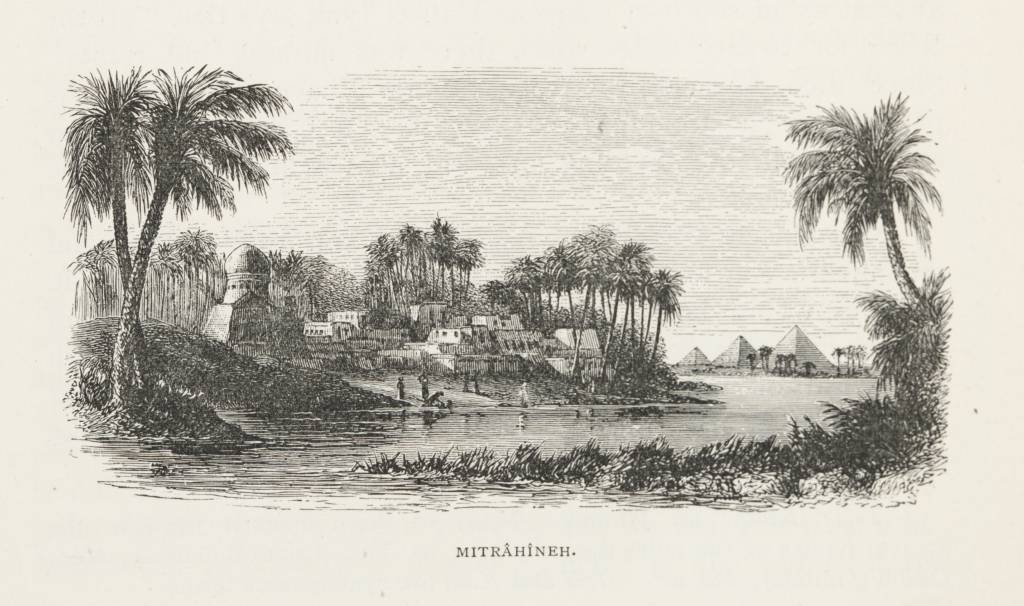
1890